# Arkadi Bábchenko
Arkadi Arkádievich Bábchenko, ruso: Аркадий Аркадьевич Бабченко; (Moscú, República Socialista Federativa Soviética de Rusia, Unión Soviética, 18 de marzo de 1977) es un escritor, periodista, corresponsal de guerra, editor y jurista ruso.

## Biografía
Combatió en las dos guerras de Chechenia con el ejército ruso, en la primera cumpliendo el servicio militar obligatorio, y en la segunda como alistado voluntario. Todas sus experiencias en el ejército y en la guerra las plasmó en varios ciclos de relatos, por los que fue galardonado en Rusia con el Premio Debut. Publicó sus relatos bajo el título La guerra más cruel (Алхан-Юрт). Son relatos crudos que transmiten cómo se siente un recluta de 18 años que es enviado a la guerra, donde es humillado y apaleado por sus propios compañeros veteranos (práctica que en Rusia se conoce como dedovschina, en ruso Дедовщина)
Se desempeñaba como corresponsal de guerra para el diario Nóvaya Gazeta, para el que escribía también la periodista rusa asesinada Anna Politkóvskaya.
Bábchenko criticó a Vladímir Putin, en particular a la intervención militar de Rusia en Ucrania y Siria. Luego de recibir amenazas de muerte, abandonó Rusia en 2017 y se instaló en Kiev, Ucrania, donde trabajó para el canal de televisión ATR. 

Está casado y tiene una hija.

### Presunta muerte
El 29 de mayo de 2018, en lo que posteriormente se conocería como una operación del Servicio de Seguridad de Ucrania (SBU), se encontró el cuerpo del periodista en su departamento, presuntamente asesinado. Un día después Bábchenko dio una conferencia de prensa, dando detalles sobre lo sucedido el día anterior y explicando que él había estado colaborando con el SBU hacía ya más de un mes, y que su presunta muerte fue para desenmascarar a los agentes rusos que realmente querían matarlo.

## Obras
- La guerra más cruel. Traducción: Joaquín Fernández-Valdés. Galaxia Gutenberg, 2008. ISBN 978-84-8109-762-7.